# كرة السلة في الألعاب الأولمبية الصيفية 2016 – تشكيلات منتخبات السيدات
تُظهر هذه المقالة قوائم جميع الفرق المشاركة في بطولة كرة السلة للسيدات في الألعاب الأولمبية الصيفية 2016 في ريو دي جانيرو.

## المجموعة أ

### أستراليا
التشكيلة التالية هي قائمة منتخب أستراليا في بطولة كرة السلة للسيدات في دورة الألعاب الأولمبية الصيفية 2016.

### بيلاروس
التشكيلة التالية هي قائمة منتخب بيلاروس في بطولة كرة السلة للسيدات في دورة الألعاب الأولمبية الصيفية 2016.

### البرازيل
التشكيلة التالية هي قائمة منتخب البرازيل في بطولة كرة السلة للسيدات في دورة الألعاب الأولمبية الصيفية 2016.

### فرنسا
التشكيلة التالية هي قائمة منتخب فرنسا لكرة السلة للسيدات في دورة الألعاب الأولمبية الصيفية 2016

### اليابان
التشكيلة التالية هي قائمة منتخب اليابان لكرة السلة للسيدات في دورة الألعاب الأولمبية الصيفية 2016.

### تركيا
التشكيلة التالية هي قائمة منتخب تركيا لكرة السلة للسيدات في دورة الألعاب الأولمبية الصيفية 2016.

## المجموعة ب

### كندا
فيما يلي تشكيلة منتخب كندا لكرة السلة للسيدات في دورة الألعاب الأولمبية الصيفية 2016.

### الصين
فيما يلي تشكيلة منتخب الصين لكرة السلة للسيدات في دورة الألعاب الأولمبية الصيفية 2016..

### السنغال
فيما يلي قائمة منتخب السنغال لكرة السلة للسيدات في دورة الألعاب الأولمبية الصيفية 2016.

### صربيا
الآتي هو تشكيلة منتخب صربيا في مسابقة كرة السلة للسيدات في دورة الألعاب الأولمبية الصيفية 2016.

### إسبانيا
الآتي هو تشكيلة منتخب إسبانيا في مسابقة كرة السلة للسيدات في دورة الألعاب الأولمبية الصيفية 2016.

### الولايات المتحدة
الآتي هو تشكيلة منتخب الولايات المتحدة في مسابقة كرة السلة للسيدات في دورة الألعاب الأولمبية الصيفية 2016.

## الإحصائيات

### تمثيل المدربين حسب الدولة
المدربون بالخط العريض يمثلون بلدانهم.
| رقم | الدولة           | المدربون                       |
| --- | ---------------- | ------------------------------ |
| 2   | أستراليا         | بريندان جويس, توم ماهر (الصين) |
| 1   | بيلاروسيا        | أناتولي بويالسكي               |
| 1   | كندا             | ليزا تومايديس                  |
| 1   | البرازيل         | أنطونيو كارلوس باربوسا         |
| 1   | فرنسا            | فاليري غارنييه                 |
| 1   | اليابان          | توموهيدي أوتسومي               |
| 1   | السنغال          | مامادو غاي                     |
| 1   | صربيا            | مارينا ماليكوفيتش              |
| 1   | إسبانيا          | لوكاس مونديلو                  |
| 1   | تركيا            | إكرم ممنون                     |
| 1   | الولايات المتحدة | جينو أورييما                   |